# Arafundi jezici
Arafundi jezici, malena jezična papuanska porodica koja obuhvaća tri jezika koji se govore u provinciji East Sepik u Papui Novoj Gvineji. Porodica je nastala podjelom jezika arafundi (2008.) na tri individualna jezika, to su andai s 400 govornika (2005); nanubae s 1 270 govornika (2005); i tapei 290 (2005).
Prije podjele na tri individualna jezika arafundi se klasificirao u ramu jezike i porodicu sepik-ramu.

## Vanjske poveznice
- Ethnologue (14th)
- Ethnologue (15th)
- Ethnologue (16th)